# Pandemia de COVID-19 en Tumbes
El primer caso de la pandemia de COVID-19 en Tumbes, departamento del Perú, fue confirmada el día 21 de marzo de 2020, cuando una mujer de 38 años que había regresado de Lima dio positivo. Nueve días después, se confirma la primera muerte por COVID-19, luego de acumular 10 casos confirmados.

## Contexto
El 15 de marzo, el Gobierno del Perú decretó «estado de emergencia» y «aislamiento social obligatorio» (cuarentena) a nivel nacional que regiría desde las 00:00 horas del 16 de marzo por un periodo de 15 días, incluyendo el «toque de queda» nocturno y dominical que fue establecida el 18 de marzo. Estas medidas fueron recurrentemente extendidas hasta en cinco oportunidades, llegando a ampliarse hasta finales de junio. El 26 de junio, el gobierno amplió nuevamente el estado de emergencia hasta el 31 de julio, pero esta vez la cuarentena general fue cambiada por un «aislamiento social focalizado» para menores de 14 y mayores de 65 años, lo que pone fin la cuarentena general en el departamento de Tumbes.

## Epidemiología
- Actualizado al 31 de julio de 2020
- Fuente: Dirección Ejecutiva de Epidemiología, Dirección Regional de Salud de Tumbes.[8]

| Distritos             | Casos  | Muertos | Casos /100k | Muertos /100K | Letalidad | Población (proy. 2020) |
| Total                 | 15 266 | 557     | 6069.5      | 219.5         | 3.62%     | 251 521                |
| --------------------- | ------ | ------- | ----------- | ------------- | --------- | ---------------------- |
| Tumbes                | 9218   | 290     | 8124.6      | 255.6         | 3.15%     | 113 458                |
| Corrales              | 1534   | 65      | 5973.8      | 253.1         | 4.24%     | 25 679                 |
| La Cruz               | 343    | 15      | 3211.9      | 140.5         | 4.37%     | 10 679                 |
| Pampas de Hospital    | 368    | 10      | 4856.2      | 132.0         | 2.72%     | 7578                   |
| San Jacinto           | 317    | 14      | 3508.6      | 155.0         | 4.42%     | 9035                   |
| San Juan de la Virgen | 167    | 9       | 3389.5      | 182.7         | 5.39%     | 4927                   |
| Zorritos              | 633    | 35      | 4584.6      | 253.5         | 5.53%     | 13 807                 |
| Casitas               | 26     | 5       | 963.0       | 185.2         | 19.23%    | 2700                   |
| Canoas de Punta Sal   | 209    | 13      | 2742.8      | 170.6         | 6.22%     | 7620                   |
| Zarumilla             | 1324   | 56      | 5214.7      | 220.6         | 4.23%     | 25 390                 |
| Aguas Verdes          | 628    | 33      | 3271.7      | 171.9         | 5.25%     | 19 195                 |
| Matapalo              | 76     | 1       | 1759.3      | 23.1          | 1.32%     | 4320                   |
| Papayal               | 390    | 6       | 5467.5      | 84.1          | 1.54%     | 7133                   |
| En investigación      | 33     | 5       | -           | -             | -         | -                      |

| Provincias            | Casos  | Muertos | Casos /100k | Muertos /100K | Letalidad | Población (proy. 2020) |
| Total                 | 15 266 | 557     | 6069.5      | 219.5         | 3.62%     | 251 521                |
| --------------------- | ------ | ------- | ----------- | ------------- | --------- | ---------------------- |
| Tumbes                | 11 947 | 403     | 6972.0      | 235.2         | 3.37%     | 171 356                |
| Contralmirante Villar | 868    | 53      | 3597.6      | 219.7         | 6.11%     | 24 127                 |
| Zarumilla             | 2418   | 96      | 4314.9      | 171.3         | 3.97%     | 56 038                 |
| En investigación      | 33     | 5       | -           | -             | -         | -                      |

### Etapa de vida
| Edad (años)         | Casos | %      | TIA | Población |
| ------------------- | ----- | ------ | --- | --------- |
| 0-11 (Niño)         | 402   | 4.17   | 77  | 52 224    |
| 12-17 (Adolescente) | 361   | 3.74   | 149 | 24 238    |
| 18-29 (Joven)       | 2204  | 22.84  | 488 | 45 197    |
| 30-59 (Adulto)      | 5155  | 53.41  | 506 | 101 786   |
| 60+ (Adulto mayor)  | 1529  | 15.84  | 545 | 28 076    |
| Total               | 9651  | 100.00 | 384 | 251 521   |

## Estadísticas

### Mapas
|                                            |
| Muertos confirmados por provincia (MINSA). |

|                                               |
| Casos por 100 000 hab. por provincia (MINSA). |

|                                                |
| Muertos por 100 000 hab. por provincia (MINSA) |

|                                            |
| Muertos confirmados por distritos (MINSA). |

|                                               |
| Casos por 100 000 hab. por distritos (MINSA). |

|                                                 |
| Muertos por 100 000 hab. por distritos (MINSA). |